# ورسابنک
ورسابنک (انگلیسی: VersaBank) شرکت خدمات مالی و بانکداری کانادایی است، که در سال ۱۹۸۰ تأسیس شد.